# Marco Papirio Craso (dictador)
Marco Papirio Craso (en latín Marcus Papirius Crassus) aparentemente, un hermano del también dictador Lucio Papirio Craso, fue nombrado en esta magistratura en el año 332 a. C. para conducir la guerra contra los galos, quienes se creía que habían invadido el territorio romano, pero el informe resultó ser completamente infundado.